# پویا بادکوبه
پویا بادکوبه (زاده ۱۳۶۱ در تهران) بازیگر و کارگردان سینما و تلویزیون در ایران است.
پویا بادکوبه پس از اتمام دوره متوسطه در مدرسه مرکز توسعه صادرات ایران، در سال ۱۳۶۷ وارد دبیرستان شد. در انتهای مقطع پایانی دبیرستان به عنوان کارگردان جوان شبکه ۲ سیما مشغول به ساخت سری برنامه‌های گزارشگران جوان شد. محتوای این برنامه ارائه اخبار و گزارش‌های مستند از فعالیت‌های کودک، نوجوان و جوانان کشور بود.
در انتهای مقطع دبیرستان، در چند سریال تلویزیونی مشغول به بازیگری شد و پس از آن وارد دانشگاه و در رشته تئاتر به تحصیل خود ادامه داد. پس از آن در سال ۱۳۸۰ وارد دانشگاه آزاد واحد اراک شد و همزمان با تحصیل، به فعالیت در حوزه کارگردانی و مستندسازی گزارش جوان ادامه داد و سال ۱۳۸۴در انتهای تحصیلات دانشگاهی در ایران به مؤسسه فرهنگی هنری روزگار طرفه (بادکوبه فعلی) پیوست و به عنوان کارگردان و نویسنده تیزر تبلیغات تلویزیونی مشغول به فعالیت شد. در همان سال‌های ابتدایی ۲ آگهی ساخته شده او در در سال‌های ۲۰۰۶ و ۲۰۰۷ موفق به دریافت جایزه جهانی مؤثرترین آگهی تبلیغاتی نمایندگی‌های LG در سراسر جهان شد. در سال ۱۳۹۳ با فارغ التحصیلی از دوره راهبری خلاقیت از دانشگاه خلاقیت برلین تحت نظر شصت و هفتمین جشنواره کن فرانسه به ایران بازگشت و به عنوان مدیر ارشد ایده پردازی در آژانس تبلیغاتی تمام خدمت بادکوبه مشغول به فعالیت خود ادامه داد.

## فعالیت‌ها سینمایی
پویا بادکوبه فعالیت کاری خود را در سن ۱۱ سالگی به عنوان مجری برنامه تلویزیونی کودک و نوجوان شبکه ۲سیما آغاز کرد. او تا سال ۱۳۹۶ با تحصیل در رشته سینما و کارگردانی فعالیت هنری خود را ادامه داد و در سال با کارگردانی فیلم سینمایی «درساژ» صاحب جوایز داخلی و بین المللی فراوانی شد. این فیلم پرافتخارترین فیلم سال ۹۶ سینمای ایران از لحاظ دریافت جوایز داخلی و بین‌المللی بود. فیلم درساژ در مجموع کاندید و برنده بیش از ۲۰ جایزه ایرانی و بین‌المللی شد که از مهم‌ترین آن‌ها می‌توان به جایزه طلایی بهترین فیلم سینمایی جشنواره فیلم‌های شرقی ژنو ۲۰۱۹، جایزه ویژه هیئت داوران برلین ۲۰۱۸، سیمرغ بلورین بهترین فیلم اول سی و ششمین جشنواره جهانی فیلم فجر ۱۳۹۷ و جایزه بهترین بازیگر زن شانگهای ۲۰۱۸ اشاره کرد.
همچنین پویا بادکوبه به عنوان کارگردان فیلمهای کوتاه همسایه طبقه بالا در سال ۱۳۹۶، مریخ در سال ۱۳۹۵، بلیت به بهشت در سال ۱۴۰۰ و مسافرخانه هدایت ۱۴۰۱ بوده‌است.

## آثار

### سینما
| سال تولید | نام فیلم         | سمت      | توضیحات |
| --------- | ---------------- | -------- | --- |
| ۱۳۸۸      | گنجشک            | کارگردان | فیلم کوتاه |
| ۱۳۸۹      | دروغ             | کارگردان | فیلم کوتاه |
| ۱۳۸۹      | سیگار            | کارگردان | فیلم کوتاه |
| ۱۳۹۶      | درساژ            | کارگردان | این فیلم پر افتخارترین فیلم سال سینما ایران شد و موفق به سیمرغ بهترین فیلم جشنواره بین‌المللی فجر و کسب جایزه از جشنواره برلین و چندین جایزه بین‌المللی دیگر گردید. |
| ۱۳۹۶      | همسایه طبقه بالا | کارگردان | فیلم کوتاه |
| ۱۳۹۷      | مریخ             | کارگردان | فیلم کوتاه |
| ۱۳۹۸      | بلیطی به بهشت    | کارگردان | فیلم کوتاه |
| ۱۴۰۰      | مسافرخانه        | کارگردان | فیلم کوتاه |

## جوایز
- جایزه بهترین فیلم اول برای فیلم «درساژ» به کارگردانی پویا بادکوبه از ایران در سی و ششمین جشنواره جهانی فیلم فجر[۵]
- نامزد بهترین فیلم اول در جشنواره فیلم برلین[۶]
- کسب جایزه بهترین اثر و بهترین کارگردانی از جشنوارهAster Fest 27-31 May 2016 Strumica مقدونیه برای فیلم کوتاه همسایه طبقه بالا
- فیلم درساژ کاندید و برنده بیش از ۲۰ جایزه ایرانی و بین‌المللی بوده‌است.
- جایزه ویژه هیئت‌داوران برلین ۲۰۱۸
- جایزه بهترین فیلم اول سی و ششمین جشنواره جهانی فیلم فجر ۱۳۹۷
- جایزه بهترین بازیگر زن شانگهای ۲۰۱۸
- جایزه بهترین فیلم پارسی استرالیا ۲۰۱۸
- جایزه ویژه داوران رشد ۱۳۹۷
- جایزه بهترین فیلم اول سینه ایران تورنتو ۲۰۱۸
- جایزه بهترین فیلمنامه سینه ایران تورنتو ۲۰۱۸
- نامزد بهترین فیلم اول برلین ۲۰۱۸
- نامزد بهترین فیلم اول شانگهای ۲۰۱۸
- منتخب فستیوال گرانادا ۲۰۱۸
- منتخب فستیوال سیدنی ۲۰۱۸
- منتخب فستیوال نیو اوریزون ۲۰۱۸
- منتخب فستیوال ملبورن ۲۰۱۸
- منتخب فستیوال ساخالین ۲۰۱۸
- منتخب فستیوال پیونگ یانگ ۲۰۱۸
- منتخب فستیوال کپنهاگن ۲۰۱۸
- منتخب فستیوال عرب فیلم فستیوال ۲۰۱۸
- منتخب فستیوال سینه یوروپ ۲۰۱۸
- منتخب فستیوال جنایات و مکافات ترکیه ۲۰۱۸
- منتخب فستیوال الِ کینو ۲۰۱۸
- جایزه بهترین فیلم اول سی و هفتمین جشنواره بین المللی فیلم ونکوور، کانادا ۲۰۱۸
- جایزه بهترین فیلم اول شانزدهمین جشنواره بین المللی فیلم چنای، هند ۲۰۱۸
- جایزه بهترین فیلم بخش آسیا هفدهمین جشنواره بین المللی فیلم داکا (DIFF) بنگلادش ۲۰۱۹
- جایزه بهترین فیلم هشتمین جشنواره فیلم ایرانی، پراگ، برنو و براتیسلاوا، جمهوری چک ۲۰۱۹
- جایزه یهترین دانشجو فستیوال سینه پاریس ۲۰۱۹
- جایزه بهترین فیلم سی و هفتمین جشنواره بین المللی فیلم اروگوئه ۲۰۱۹
- جایزه بهترین فیلم فستیوال اورینتال ژنو سوییس  ۲۰۱۹
- منتخب دوازدهمین جشنواره فیلم های ایرانی، سانفرانسیسکو، آمریکا ۲۰۱۹
- منتخب سی امین عرب فیلم فستیوال پاریس ۲۰۱۹
- جایزه بهترین بازیگر پانزدهمین پانورامای سینماهای مغرب و خاورمیانه، سن دنی، پاریس ۲۰۲۰